# Renault Twingo III
La Renault Twingo III è una superutilitaria prodotta dalla casa automobilistica francese Renault dal 2014 alla primavera 2024. La vettura rappresenta la terza e ultima generazione della Renault Twingo.

## Caratteristiche

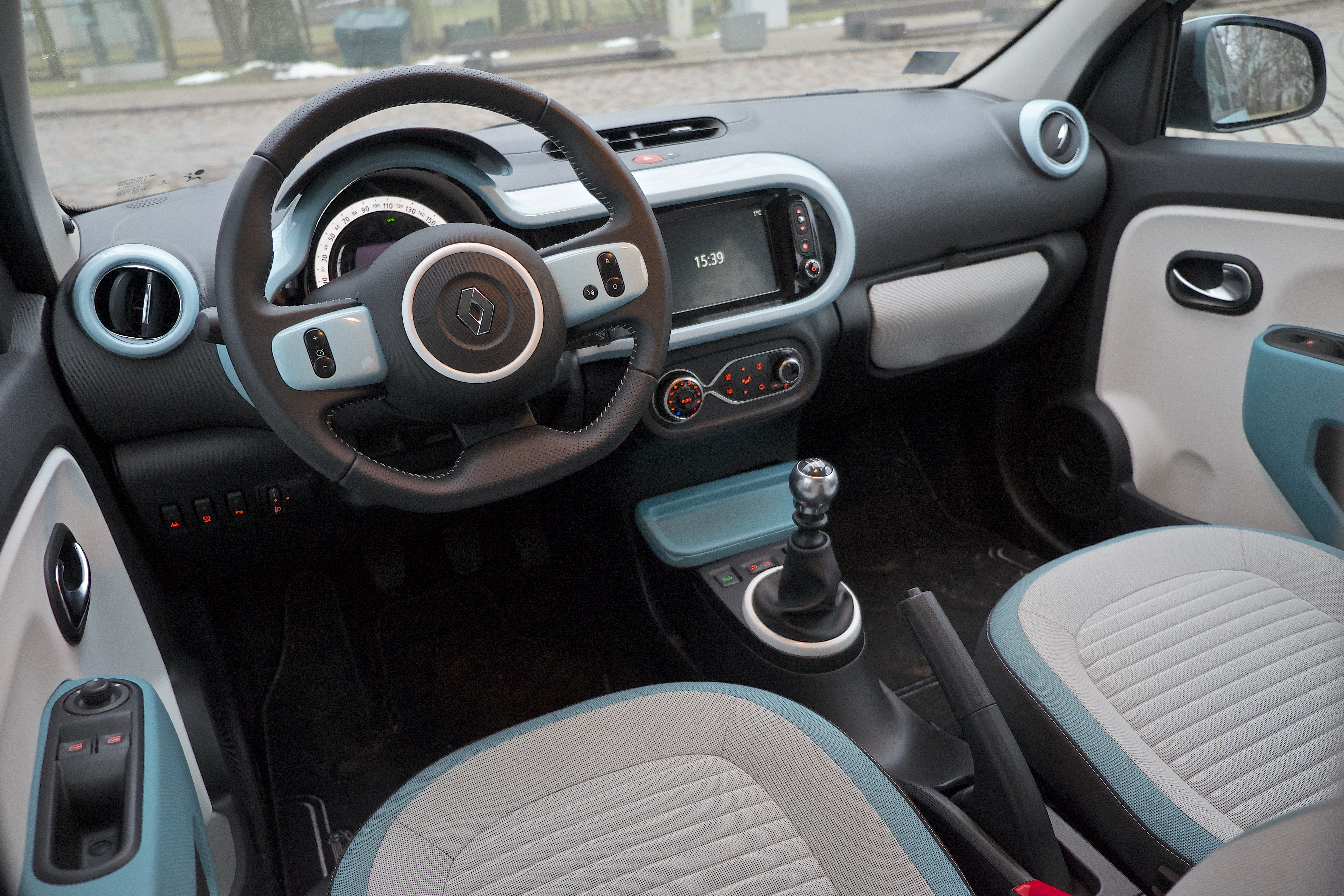
Interni di una Twingo III

La Twingo III nasce da un progetto congiunto di Renault e Mercedes-Benz che porta allo sviluppo di una piattaforma comune a tre modelli: la già citata Twingo, la Smart Fortwo III serie e la Smart Forfour II serie. Caratteristica principale dei tre modelli è il motore posizionato posteriormente sotto al bagagliaio, ovvero il H4Bt, nonché la trazione conseguentemente posteriore; sotto al cofano anteriore trovano invece posto la batteria, il radiatore e i serbatoi dei liquidi dei freni e dei tergicristalli. I modelli a cinque porte vengono prodotti nello stabilimento Renault di Novo Mesto in Slovenia.

## Motorizzazioni

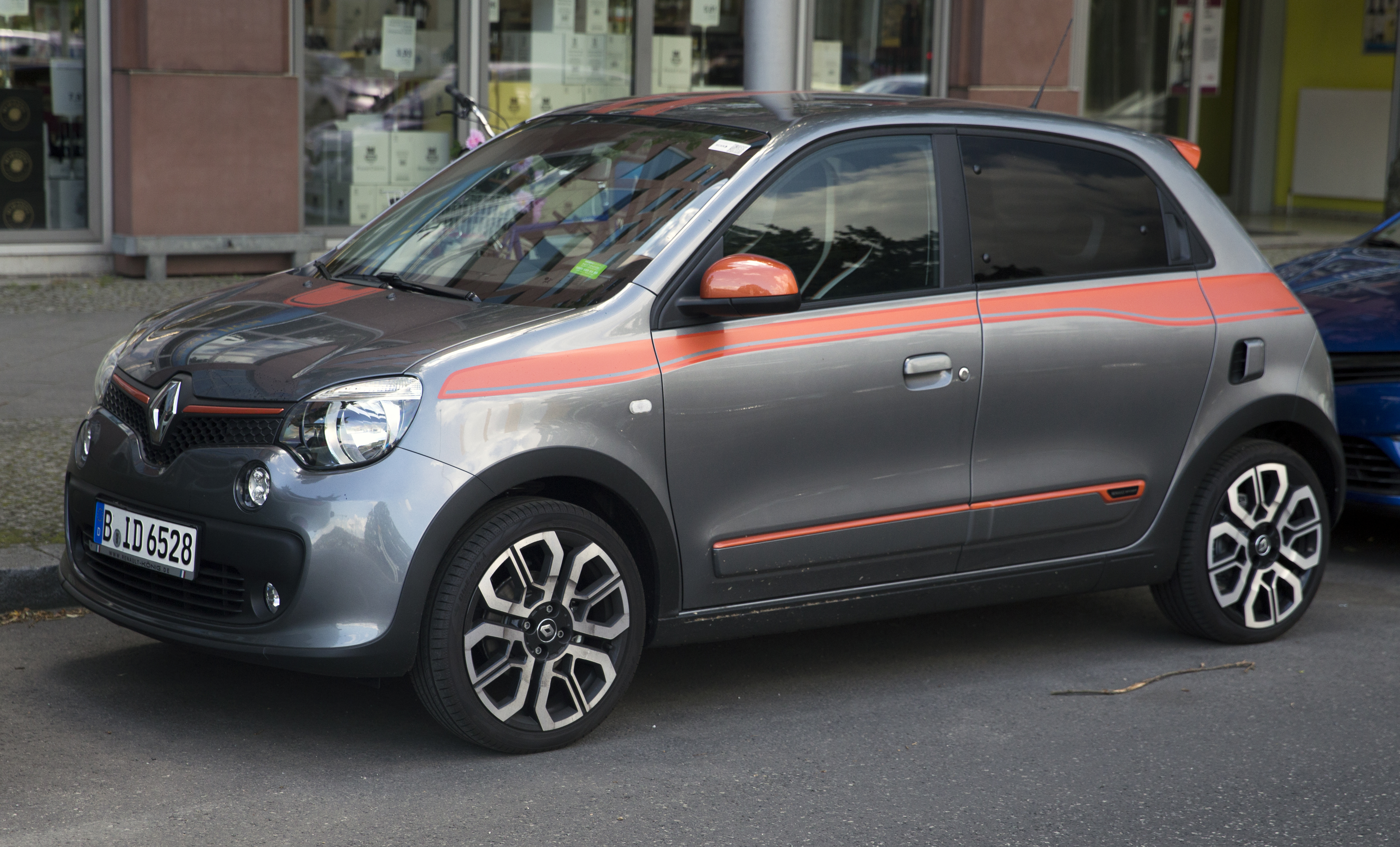
Twingo GT

Al lancio le motorizzazioni disponibili erano tre, a cui in seguito si è aggiunta la versione GT.
- 0.9 TCe: disponibile dal debutto, tricilindrico a benzina, cilindrata 898 cm³, potenza di 66 kW (90 CV), 135 Nm di coppia, emissioni di CO2 99 g, 0-100 in 10.8", velocità massima 165 km/h e consumo di 23,3 km/l.
- 1.0 SCe: disponibile dal debutto, tricilindrico a benzina, cilindrata 999 cm³, potenza di 51 kW (69 CV), 91 Nm di coppia, emissioni di CO2 105 g, 0-100 in 14.5", velocità massima 151 km/h e consumo di 22,2 km/l.
- 1.0 SCe: start&stop disponibile dal debutto, tricilindrico a benzina, cilindrata di 999 cm³, potenza di 51 kW (69 CV), 91 Nm di coppia, emissioni di CO2 95 g, 0-100 in 14.5", velocità massima 151 km/h e consumo di 23,8 km/l.
- 0.9 TCe GT: disponibile dall'autunno 2016, tricilindrico a benzina, cilindrata 898 cm³, potenza di 80 kW (110 CV), 170 Nm di coppia, emissioni di CO2 115 g, 0-100 in 9.6", velocità massima 182 km/h e consumo di 19,2 km/l.

Le versioni 1.0 SCe dal debutto erano disponibili anche con doppia alimentazione benzina/GPL.

## Restyling 2019

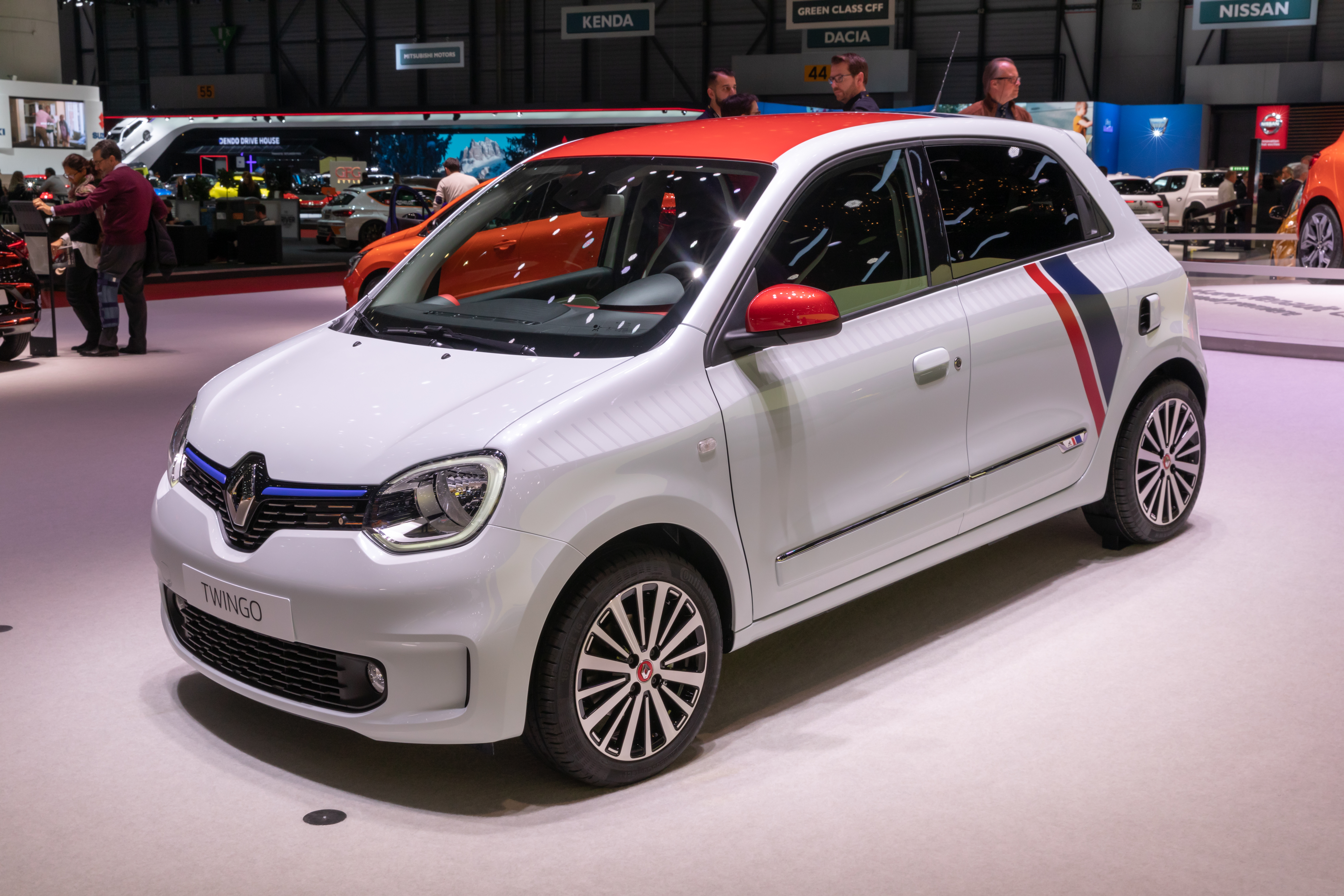
Twingo restyling

Il 22 gennaio 2019 la Renault ha svelato le prime immagine ufficiali del restyling della Twingo di terza generazione. La vettura ha poi debuttato in pubblico al Salone Internazionale dell'Automobile di Ginevra 2019.
Con il restyling la vettura perde le luci diurne circolari, poste sul paraurti anteriore sotto i fari principali, che vengono integrate nei proiettori principali con a forma di "C", mentre i fendinebbia vengono spostati nella parte inferiore dello scudo in corrispondenza della presa d'aria anteriore. Al posteriore c'è una presa d'aria più grande sui parafanghi per raffreddare il motore. La versione GT da 110 CV viene tolta dalla gamma, mentre le SCe da 75 CV e TCe 95 CV vengono tolte dal listino nel 2021, mantenendo solo il motore SCe da 65 CV.

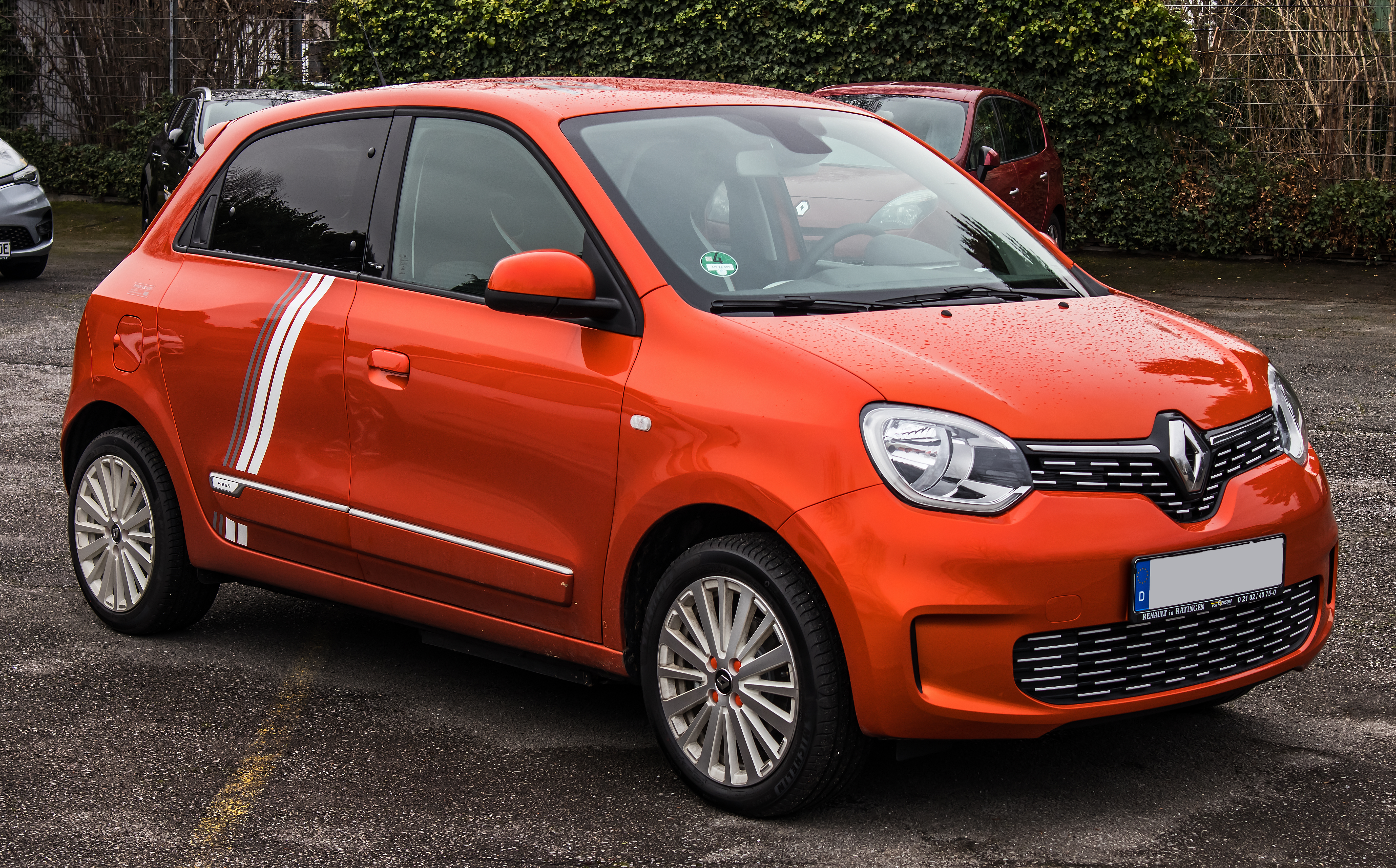
Twingo Z.E. Electric Vibes

## Twingo Z.E.
A febbraio 2020 è stata annunciata la versione elettrica Twingo Z.E., con batteria agli ioni di litio da 22 kWh raffreddata a liquido e autonomia dichiarata con il ciclo WLTP di 180 km d'estate e 110 km d'inverno. Si ricarica in circa un'ora con la potenza massima accettabile, 22 kW in corrente alternata, ed è dotata di un motore elettrico allocato al posteriore sotto il vano bagagli nella medesima posizione delle versioni termiche da 82 CV e 160 Nm condiviso con i modelli Smart EQ. La velocità massima è 135 km/h, mentre lo scatto da 0 a 50 km/h avviene in 4 secondi e da 0 a 100 km/h in 12,9 secondi. A settembre 2020 viene presentata la versione speciale Renault Twingo Electric Vibes Limited Edition, con colori dedicati bianco e grigio oppure arancio e grigio.